# Wolfgang Pfefferkorn
Wolfgang Pfefferkorn (* 28. Juli 1928 in Wechselburg; † 28. Januar 2004) war ein deutscher Ingenieur auf dem Gebiet der Technischen Mechanik und Hochschullehrer. Er war unter anderem Inhaber des Lehrstuhls Technische Mechanik der Martin-Luther-Universität Halle-Wittenberg.

## Leben und Wirken
Nach dem Schulbesuch absolvierte er von 1943 bis 1946 eine dreijährige Lehre zum Technischen Zeichner und war dann in der Industrie tätig, bevor er 1948 die Hochschulreife erwarb. Danach studierte er bis 1953 Maschinenbau an der Technischen Hochschule Dresden. 1954 wechselte Pfefferkorn als Assistent an die Hochschule für Schwermaschinenbau Magdeburg, an das dortige Institut für Technische Mechanik. 1958 promovierte er dort an der Fakultät für Mathematik, Naturwissenschaften und Technische Grundlagenwissenschaften zum Doktoringenieur. Das Thema seiner Dissertation lautete „Beitrag zur Festigkeitsberechnung elastisch gebetteter dünner Kreisbogenträger“. 1959 wurde er zum Dozenten für Technische Mechanik an die Technische Hochschule Merseburg berufen, wo er diesen Fachbereich neu aufbaute. 1966 habilitierte er sich an der Technischen Hochschule in Karl-Marx-Stadt (heute: Technische Universität Chemnitz) und wurde zum Professor mit Lehrauftrag für Technische Mechanik an der TH Merseburg berufen. Später wechselte er mit seinem Lehrstuhl an die Martin-Luther-Universität Halle-Wittenberg. 1993 wurde er emeritiert.

## Schriften (Auswahl)
- Beitrag zur Festigkeitsberechnung elastisch gebetteter dünner Kreisbogenträger. Magdeburg 1958.
- Festigkeitsberechnung orthotroper Kreisscheiben. Karl-Marx-Stadt 1966.
- mit Hans Göldner: Technische Mechanik. Statistik, Festigkeitslehre, Dynamik. Leipzig 1987.
- mit Hans Göldner: Technische Mechanik. Vieweg, Braunschweig, Wiesbaden 1988.